# Lídio Martinho Calado
Lydio Martinho Callado (2 de maio de 1919 — 2001) foi um jornalista e escritor brasileiro.

## Vida
Filho de Haroldo Genésio Callado  e de Juçá Barbosa Callado.